# Shabhaz Bhatti
Shahbaz Bhatti (urdujsko شہباز بھٹی), pakistanski politik, * 9. september 1968, Lahore, † 2. marec 2011, Islamabad.
Bil je poslanec Državnega zbora Pakistana od leta 2008 in istega leta je postal prvi minister novoustanovljenega Ministrstva za manjšine, vse do atentata leta 2011.

## Politična kariera
Bhatti je leta 1985 pomagal ustanoviti Vsepakistansko manjšinsko zvezo in bil izvoljen za predsednika zveze. Bil je tudi vodja pakistanske Krščanske osvobodilne fronte, katero je ustanovil leta 1998.
Leta 2002 se je pridružil Pakistanski ljudski stranki (PPP). 
2. novembra 2008 je postal prvi minister za manjšine, novoustanovljenega zveznega ministrstva v pakistanski vladi. V času ministrovanja se je močno zavzemal za podporo verskih manjšin; tako so sprožili nacionalno kampanjo za promocijo medverske harmonije, predlagali uvedbo zakonodaje o prepovedi sovražnega govora in literature, predlagali uvedbo verskega pouka kot šolskega predmeta, predlagali uvedbo manjšinskih kvot za ministrska in senatorska mesta,....

## Atentat
Od leta 2009 je prejel številne smrtne grožnje, od kar je govoril v prid pakistanskih kristjanov, ki so bili napadeni v izgredih v Gojri leta 2009.
Umorjen je bil na poti med hišo svoje matere in ministrstvom, ko je njegovo vozilo napadlo več napadalcev z avtomatskim ognjem. Bil je brez varnostnikov, medtem ko se je njegov voznik skril v avtu. Odpeljan je bil v bolnišnico, a je bil razglašen za mrtvega ob prihodu. Odgovornost za napad je prevzela skupina Tehrik-i-Taliban.